# Стадион Хрватски витезови
Стадион Хрватски витезови, је фудбалски стадион у Дугопољу, Хрватска. Стадион има капацитет за 5.200 гледалаца. На њему своје домаће утакмице игра НК Дугопоље, хрватски друголигаш.
Изградња и уређење стадиона је укупно коштало 70 милиона куна. Стадион је део спортског центра Хрватски витезови, који још чине базени и тениски терени.
Стадион је свечано отворен 22. јула 2009. пријатељском утакмицом Дугопоља и Хајдука из Сплита, а резултат је био 2:0 за Хајдук.
У јуну 2009. стадион је посетила УЕФА-ина комисија, која је овај стадион оценила као одличан и на њему дозволила играње европских мечева.
У јулу 2010. прволигаш ХНК Шибеник је на овом стадиону одиграо утакмицу 1. квалификационог кола УЕФА лиге Европе против малтешког Силема вондерерса. Утакмица је завршила 0:0, а Шибеник је утакмицу на овом стадиону одиграо због тога што њихов стадион Шубићевац не испуњава УЕФА-а критеријуме.